# Aladdin Sane (brano musicale)
Aladdin Sane (1913–1938–197?) è un brano musicale scritto dall'artista inglese David Bowie, seconda traccia dell'album Aladdin Sane del 1973.

## Il brano
(Charles Shaar Murray, New Musical Express, 14 aprile 1973)
Descritta dal biografo David Buckley come la "canzone chiave" dell'album, Aladdin Sane fu composta da Bowie nel dicembre 1972 a bordo del Transatlantico RMHS Ellinis, durante il viaggio verso Londra dopo il primo tour negli Stati Uniti (da qui il sottotitolo "RMHS Ellinis" che compare accanto al titolo del brano sul disco). Come avrebbe dichiarato in seguito, si trattò di una conseguenza della «sensazione di catastrofe imminente che provai in America nel periodo del mio soggiorno in quel Paese».
Nel 1999, parlando del lungo assolo su Aladdin Sane Mike Garson ha commentato: «Ho parlato più di questo assolo negli ultimi 26 anni degli undici album che ho fatto da solo, i sei che ho fatto con i gruppi con i quali ho suonato, le centinaia di pezzi che ho fatto con altre persone e i tremila brani che ho scritto fino ad oggi. Non credo ci sia stata una sola settimana in questi 26 anni senza che qualcuno, da qualche parte, mi facesse domande a tale proposito!» Il pianista ha rievocato il suo contributo definendolo «uno strano, dissonante assolo, uno di quei colpi di fortuna e di magia che a volte capitano», ed ha ricordato anche che la guida di Bowie fu essenziale nella sua creazione: «Avevo parlato a Bowie di quella cosa dell'avanguardia. Mentre stavamo registrando il brano c'erano solo due accordi, un La e un Sol, e la band suonava un semplice rock 'n' roll inglese. Bowie disse "Suonaci un assolo". L'avevo appena conosciuto così iniziai un assolo blues ma poi disse "No, non è quello che voglio", così provai un assolo "latino". Anche in questo caso Bowie ripeté "No, non è questo quello che voglio". Poi mi fece "Mi hai detto che fai musica d'avanguardia, suona quella roba!" Così ho fatto l'assolo che tutti conoscono oggi, in una sola ripresa. Dico sempre alla gente che Bowie è il miglior produttore che abbia mai incontrato, perché mi permette di fare le mie cose».
L'ispirazione venne dal racconto Vile Bodies scritto da Evelyn Waugh nel 1930, che David ebbe modo di leggere durante la traversata. «Il libro parla di una Londra nel periodo che precede immediatamente una imponente immaginaria guerra», spiegò in quel periodo, «la gente aveva un atteggiamento frivolo, decadente e stupido. E, improvvisamente, si trovava coinvolta in questo tremendo olocausto. Erano tutti completamente sfasati, continuavano a pensare solamente a champagne, feste e vestiti. In qualche modo mi sembrò che ci fossero forti analogie col comportamento della gente al giorno d'oggi».
Il tema è reso esplicito dalle date tra parentesi che si riferiscono agli anni precedenti lo scoppio della prima (1913) e della seconda guerra mondiale (1938) e lasciano un minaccioso punto interrogativo sull'imminenza della terza (197?), situando la canzone nell'atmosfera da fantascienza escatologica spesso evocata dal cantante.
Musicalmente Aladdin Sane vede Bowie spostarsi verso stili più sperimentali dopo il successo della svolta glam rock di The Rise and Fall of Ziggy Stardust and the Spiders from Mars dell'anno precedente. Ben Gerson nella sua recensione dell'album su Rolling Stone la definì «da bordello orientale, frastagliata, dissonante e audace, tuttavia anche malinconica e antica». L'elemento che maggiormente la caratterizza è l'assolo di pianoforte di Mike Garson, descritto dallo stesso autore come «dissonante, ribelle, atonale e completamente "fuori"», che ingaggia una battaglia con l'ossessiva linea di basso suonata da Trevor Bolder. Nella recensione Ben Gerson ne sintetizzava l'effetto: «L'incalzante stantuffo della macchina (la chitarra elettrica) si scontra delicatamente con la più aspra ed estrema flagellazione di una cultura morente (il pianoforte)».
La collisione di significanti è incrementata dal cambio di marcia impresso dall'assolo di Garson, che accenna alla Rapsodia in Blu di Gershwin, e dall'interpolazione da parte di Bowie di un verso tratto dal brano del 1963 On Broadway. Curiosamente, nella raccolta ChangesTwoBowie la traccia è indicata come Aladdin Sane (1913-1938-197?)/On Broadway e tra i credits sono citati gli autori Barry Mann, Cynthia Weil, Jerry Leiber e Mike Stoller.

### Zion
Nel 1973 David Bowie registrò un demo di circa 6 minuti intitolato Zion, apparso poi in vari bootleg con i titoli Aladdin Vein, Love Aladdin Vein, A Lad in Vein, e A Lad in Vain. Si tratta di un pezzo strumentale che incorpora parti di Aladdin Sane e di quella che sarebbe diventata Sweet Thing (Reprise),  quinta traccia di Diamond Dogs. Secondo alcune fonti il brano sarebbe stato registrato durante le sessioni di Aladdin Sane all'inizio dell'anno, altre hanno ipotizzato che in realtà la registrazione sia avvenuta qualche mese dopo, nel periodo di Pin Ups, portando il biografo Nicholas Pegg a considerarla un demo per Diamond Dogs più che un outtake di Aladdin Sane.

## Formazione
- David Bowie - voce, chitarra acustica
- Mick Ronson - chitarra elettrica
- Trevor Bolder - basso
- Mick Woodmansey - batteria
- Mike Garson - pianoforte
- Ken Fordham - sassofono

## Aladdin Sanedal vivo
Il brano venne eseguito durante l'Aladdin Sane Tour 1973 e il Diamond Dogs Tour 1974 dopodiché fu escluso dalle scalette fino all'Outside Tour 1995-96, con il ritorno di Mike Garson al pianoforte.
Le ultime performance sono state il 20 ottobre 1996 nel Bridge School Benefit allo Shoreline Amphitheatre di Mountain View, in versione acustica con Gail Ann Dorsey a condividere la parte vocale, e l'8 gennaio 1997 nello special radiofonico della BBC ChangesNowBowie.

## Pubblicazioni
Aladdin Sane si trova nelle seguenti raccolte e album live:
- Best Deluxe (1973, uscito in Giappone)
- David Live (1974)
- Chameleon (1979, uscito in Australia e Nuova Zelanda)
- ChangesTwoBowie (1981)
- The Best of David Bowie 1969/1974 (1997)
- The Platinum Collection (2005)

## Cover
Cover di Aladdin Sane sono state pubblicate dai Whorgasm in Smothered del 1996, Pierrejean Gaucher in Melody Makers del 2009 e Federica Zammarchi nell'album tributo Jazz Oddity del 2011.
Nel 1995 il gruppo multimediale Emergency Broadcast Network ha inserito dei campionamenti del brano in Homicidal Shizophrenic (A Land Insane), traccia dell'album Telecommunication Breakdown.